# 国家行政評議会
国家行政評議会（こっかぎょうせいひょうぎかい、英語: State Administration Council、ビルマ語: နိုင်ငံတော်စီမံအုပ်ချုပ်ရေးကောင်စီ、略称: SACあるいはနစက）は、2021年ミャンマークーデター以降、非常事態宣言が解除された2025年7月31日まで継続したミャンマーにおける国家最高指導機関。日本語における名称は確定しておらず、行政評議会や連邦行政評議会、国家統治評議会とも呼ばれる。

## 概要
本評議会は2021年2月1日に実行されたクーデターによりミャンマー国軍が事実上の国権を掌握し、国家統治を開始した翌日の2月2日に設立された。
本評議会は16名で構成される。
本評議会の構成内訳はミャンマー連邦国軍から8名、民間人から8名が選出され、軍民比率は半々である。構成員の民間人にはクーデター前の政権与党だった国民民主連盟やカレン民族同盟に参加していた人物も存在する。
国家行政評議会統治下のミャンマーはクーデターを認めない欧米から制裁を受けているが、これに対して国家行政評議会の報道官は、2021年3月23日に今後ミャンマーは中華人民共和国など近隣5ヶ国と関係を強化し、価値観を共有することで欧米には屈しないとする決意を表明した。
2021年8月1日、国家行政評議会は「命令・第152/2021号」を発令し、国家行政評議会管理委員会を再構成してミャンマー連邦共和国暫定政府を発足させたとしている。
2025年7月31日に国軍が非常事態宣言を解除し、国家行政評議会は新たに発足した国家安全保障・平和委員会（State Security and Peace Commission）に置き換わった（トップは引き続きミン・アウン・フライン）。

## 構成員
本評議会の構成員は以下の通りである。
1. ミン・アウン・フライン - 議長
2. ソー・ウィン（英語版） - 副議長
3. ミャ・トゥン・ウー
4. ティンアウンサン（英語版）
5. マウンマウンチョー（英語版）
6. モーミントゥン（Moe Myint Tun）
7. マンニェンマウン（ビルマ語版）
8. テインニュン（英語版）
9. キンマウンスエ（ビルマ語版）
10. エイヌーセイン（英語版）
11. ジェン・パン・ノー・タウン（Jeng Phang Naw Htaung）
12. マウンハー（Maung Ha）
13. サイ・ロン・セン（Sai Long Hseng）
14. ソー・ダニエル（英語版）
15. アウンリンドゥエ（Aung Lin Dwe）
16. イェウィンウー（Ye Win Oo）